# 요산정
요산정(樂山亭)은 경상북도 안동시 도산면 온혜리에 있다. 2010년 3월 12일 안동시의 문화유산 제59호로 지정되었다.